# 阿尔希拉尔足球俱乐部 (苏丹港)
苏丹港阿尔希拉尔足球俱乐部（Hilal Port Sudan）是苏丹足球俱乐部，位于苏丹港。俱乐部属于苏丹最高级别联赛苏丹足球超级联赛的参赛球队，球队的主体育场为苏丹港体育场(Stade Port Sudan)。

## 球队荣誉
- 苏丹足球超级联赛冠军: 1次

1992年